# Rodrigo Pimpão
Rodrigo Pimpão est un footballeur brésilien né le 23 octobre 1987. Il est attaquant.